# Jan Vignati
Jan Vignati (2. července 1899 Přerov – 26. srpna 1942 Věznice Plötzensee) byl český lékař a odbojář z období druhé světové války popravený nacisty.

## Život
Jan Vignati se narodil 2. července 1899 v Přerově v rodině obchodníka Viléma Vignatiho, jehož otec pocházel z italského Milána, a Marie rozené Graubnerové. Vystudoval gymnázium ve Valašském Meziříčí, kde v roce 1917 maturoval. Mezi lety 1919 a 1924 absolvoval Lékařskou fakultu Masarykovy univerzity v Brně. Do roku 1930 pracoval v Zemské nemocnici v Olomouci postupně na dermatologické klinice a mikrobiologickém ústavu, poté do roku 1939 na postu primáře patologie v Zemské nemocnici v Uherském Hradišti. Odborně publikoval, je autorem 35 převážně experimentálně-patologických prací vydaných v několika jazycích. Byl zakladatelem Spolku proti rakovině v Uherském Hradišti, vedoucím Vědeckého spolku lékařského pro zemi Moravskoslezskou, členem pařížské Société de biologie a Zednářské lóže Lafayettovy v Olomouci.

## Protinacistický odboj

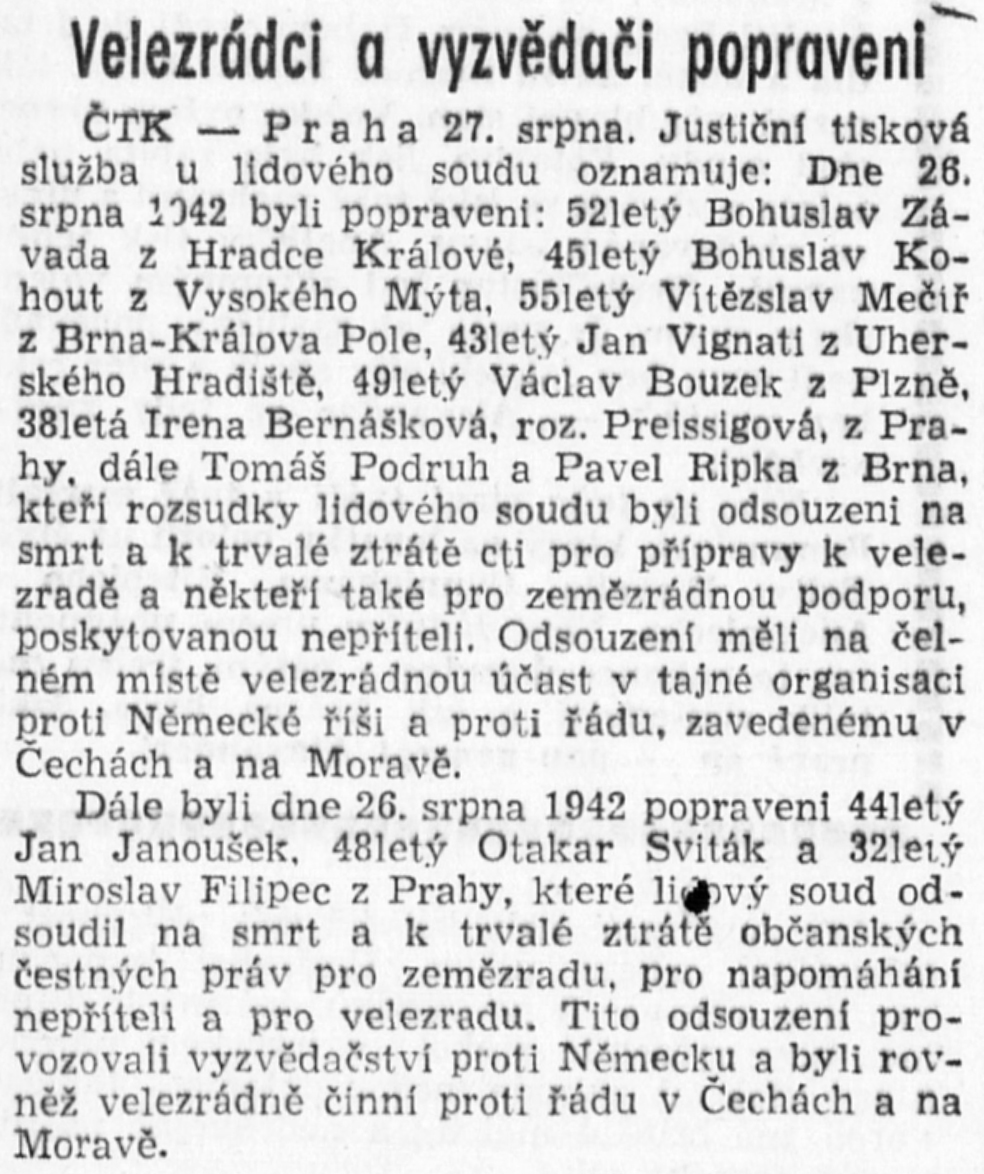
Článek v protektorátní Moravské orlici se seznamem popravených dne 26.8.1942

Po německé okupaci se Jan Vignati zapojil do protinacistického odboje v rámci zemského velitelství Obrany národa, kde stál v čele tzv. Zvláštního oddělení, které se zabývalo biologickým bojem za využití břišního tyfu a to mj. ve spolupráci s Vítězslavem Mečířem. Z tohoto důvodu založil v uherskohradišťské tyfové kultury. Díky svým cestám do dalších měst se také podílel na budování Obrany národa na celé Moravě. Zabýval se i zpravodajskou činností, pomocí zednářských kontaktů v Alžíru se informace od něj dostávaly do novin ve Francii. Za svou činnost byl gestapem zatčen 1. března 1940. Vězněn byl v Brně na Špilberku, Sušilových a Kounicových kolejích, od března 1941 pak ve Wohlau a dále v Breslau, Dietzu a berlínské Alt-Moabit. Dne 8. listopadu 1941 byl lidovým soudem odsouzen k trestu smrti a 26. srpna 1942 popraven v další berlínské věznici Plötzensee společně s Vítězslavem Mečířem.

## Rodina
Jan Vignati měl tři bratry. Miloš Vignati (1897-1966) byl právníkem, pedagogem a hudebním skladatelem, Vilém Vignati (1915-1981) lékařem a hudebníkem a Karel Vignati (1903-?) inženýrem chemie. Oženil se s Valérií Vignatiovou, manželům se narodila dcera Jana (1937-1999), budoucí archeoložka, a syn Pavel.

## Posmrtná ocenění

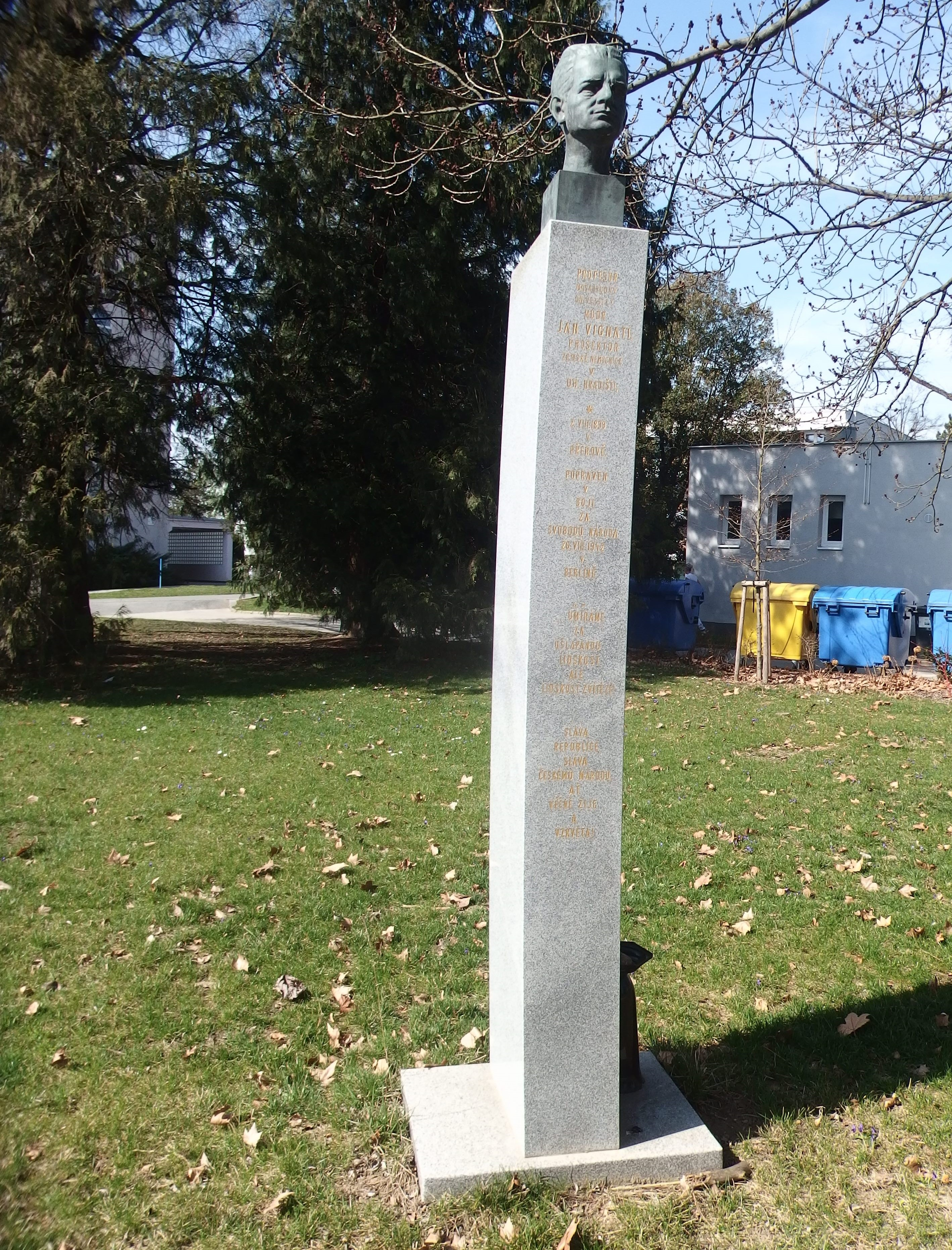
Busta Jana Vignatiho v areálu uherskohradišťské nemocnice

- Jan Vignati obdržel in memoriam Československý válečný kříž 1939
- Jan Vignati byl in memoriam profesorem patologické anatomie Lékařské fakulty Masarykovy univerzity
- Dne 28. 10. 1946 byl Janu Vignatimu odhalen v Uherském Hradišti pomník
- Před chirurgickým pavilonem v nemocnici v Uherském Hradišti byla Janu Vignatimu odhalena busta